# Alessandro il Grande (film 1956)
Alessandro il Grande è un film del 1956, diretto dal regista Robert Rossen.

## Trama
All'inizio del film l'oratore Demostene sta organizzando una guerra contro Filippo II il re dei Macedoni perché lo considera pericoloso per i Greci.
Mentre Filippo sta conducendo una spedizione contro Olinto viene a sapere che sua moglie Olimpia ha generato un figlio, a cui ha dato il nome di Alessandro, il quale lo definisce "Un dio nato da un altro dio".
Filippo è furioso perché pensa che sua moglie abbia commesso adulterio e non che si sia unita a un dio; comunque il Generale Parmenione, il più fidato tra tutti i comandanti e anche il più anziano, gli consiglia di risparmiare Alessandro e di farlo crescere.
Alessandro cresce in fretta e riceve istruzioni di storia, di matematica, di filosofia e di altro dal grande pensatore Aristotele di Mieza.
Il giovane è sempre più ansioso di dominare sul regno della Macedonia e dice al suo insegnante che lui come Achille avrebbe preferito una vita breve ma gloriosa piuttosto che un'esistenza lunga ma insignificante.
Un giorno suo padre Filippo, considerando il figlio adulto ormai, decide di fargli intraprendere il suo primo incarico: a Pella, mentre lui va a fronteggiare alcune ribellioni.
Questo per evitare le dicerie sulla morte di Filippo, messe in circolo da Olimpia stessa.
Alessandro approfitta di questa occasione per governare sulla capitale del regno, ma più tardi è richiamato dal padre nella spedizione contro Atene nella battaglia di Cheronea.
Era il 338 a. C. e la guerra ha un buon esito per i Macedoni.
In seguito Filippo si separa da Olimpia e si sposa con la giovane Euridice, nipote di Attalo, che la proclama come nuova regina di Macedonia.
Questa mossa non solo crea un baratro tra Alessandro e Filippo, perché sua madre è stata ripudiata ma anche perché rischia di essere considerato un bastardo dalla corte reale di Filippo.
Ben presto viene ingaggiato un sicario, un certo Pausania, per uccidere il re: solo così Alessandro avrebbe potuto prendere il posto di re e spianare la strada ad Attalo e a sua nipote.
A questo punto Alessandro chiede l'appoggio e l'unione di tutti i Greci, prende possesso di tutti i diritti del padre e stipula un trattato di pace con Corinto.
Solo uno si rifiuta di appoggiare il nuovo re: Memnone, che poi viene esiilato.
Finalmente Alessandro può coronare il suo sogno: partire per l'Asia e liberare tutte le città greche dal dominio schiacciante della Persia.
Intanto Memnone è entrato nella corte del re persiano Dario III, dove consiglia al sovrano di rimanere nascosto e attaccare l'esercito di Alessandro quando le vettovaglie si trovano lontano dal campo.
Comunque i sovrani dei territori della Persia sottovalutano Alessandro ritenendolo un "ragazzino presuntuoso"  e credono di sconfiggerlo subito presso il fiume Granico.
Con loro grande sorpresa, Alessandro sconfigge e disperde l'esercito di Dario e prosegue la sua marcia verso la Frigia e taglia il famoso nodo fatto dal Re Gordio ritenendosi il conquistatore di tutto il regno persiano.
Il re Dario sfida di nuovo in battaglia Alessandro e sceglie come luogo Babilonia.
Anche qui Dario viene sconfitto e fugge nella sua ultima residenza per formare un nuovo grande esercito.
Subito dopo la battaglia gli uomini di Alessandro intravedono qualcosa che oscura il sole: un'eclissi.
Dapprima pensano che ciò sia un brutto presagio per loro, ma poi il loro sacerdote riferisce che questo fatto è di buon auspicio.

(frase del sacerdote)
In seguito a una terza battaglia, a cui la vittoria rimane sempre dei Macedoni, il re Dario viene accerchiato dai suoi fedeli durante una fuga e colpito a morte.
Prima di morire viene raggiunto da Alessandro:

(frase di re Dario in punto di morte)
Dopo ciò Alessandro ordina che tutti i traditori del re vengano trovati e impalati, com'era usanza persiana uccidere chi commetteva tradimento nei confronti di un familiare o amico.
Diventato nuovo re della Persia, Alessandro parte alla conquista della lontana India e una sera, ubriaco, grida di paragonarsi a un dio e di avere Zeus come padre.
L'arroganza, la paranoia e l'ossessione riempiono il suo cuore e aumentano a proporzioni instabili, portandolo a uccidere il suo caro amico Clito dopo una furiosa lite.
Tornato scontento dall'India dopo aver perso molti uomini durante il viaggio, Alessandro sposa Statira nella città di Susa, ma poco dopo si ammala e muore a soli 33 anni.
Quando gli viene chiesto sul letto di morte a chi lascerà il regno, Alessandro bisbiglia: "Al più forte...".